# Ante meridiem
El terme ante meridiem (literalment: «abans del migdia») és un llatinisme i una locució adverbial. Fa al·lusió a les hores posteriors a la mitjanit (00.00 hores) i anteriors al migdia (12.00 hores).